# Matvei Igonen
 (septembre 2021).
Si vous disposez d'ouvrages ou d'articles de référence ou si vous connaissez des sites web de qualité traitant du thème abordé ici, merci de compléter l'article en donnant les références utiles à sa vérifiabilité et en les liant à la section « Notes et références ».
Matvei Igonen né le 2 octobre 1996 à Tallinn, est un footballeur international estonien. Il joue au poste de gardien de but.

## Biographie

### En club
Il fait ses débuts professionnels avec l'Infonet Tallinn en championnat le 16 mars 2013 lors d'un match nul 1-1 obtenu contre le Flora Tallinn. 
Le 5 janvier 2018, il s'est engagé avec Lillestrøm SK. Le 1er juillet 2019, Il est prêté au Flora Tallinn
Il fait ses débuts en sélection le 23 novembre 2017 lors d'une rencontre amicale gagnée 1-0 contre le Vanuatu.

## Palmarès
Infonet Tallinn
- Champion d'Estonie en 2016
- Champion d'Estonie D2 en 2012
- Vainqueur de la Coupe d'Estonie en 2017
- Vainqueur de la Supercoupe d'Estonie en 2017

 Flora Tallinn
- Champion d'Estonie en 2019 et 2020
- Vainqueur de la Supercoupe d'Estonie en 2021